# Punrunata
Punrunata is een geslacht van hooiwagens uit de familie Gonyleptidae.
De wetenschappelijke naam Punrunata is voor het eerst geldig gepubliceerd door Roewer in 1952. 

## Soorten
Punrunata omvat de volgende 4 soorten:
- Punrunata brasiliensis
- Punrunata femoralis
- Punrunata pulchra
- Punrunata tibialis